# Metro van Shenyang
De metro van Shenyang is een onderdeel van het openbaar vervoer in Shenyang, de hoofdstad van de provincie Liaoning in het noordoosten van China. De bouw van het netwerk begon aan het einde van 2005 en de metro werd in 2010 met drie lijnen geopend. Er zijn tegenwoordig vijf lijnen. De metro heeft aansluiting met de tram, die in het zuiden van Shenyang rijdt.
De vijf lijnen die er nu liggen snijden elkaar allemaal ten minste een keer, lijn 9 en 10 snijden elkaar twee keer.

## Lijnen
| lijn | terminals                      | geopend    | lengte  | stations |
| ---- | ------------------------------ | ---------- | ------- | -------- |
| 1    | Shisanhao Jie - Tiexi Square   | 2010       | 27,8 km | 22       |
| 2    | Putianlu - Quanyunlu           | 2012, 2023 | 45,6 km | 33       |
| 4    | Zhengxinlu - Chuangxinlu       | 2023       | 34,1 km | 23       |
| 9    | Nujianggongyuan - Jianzhudaxue | 2019       | 29,0 km | 22       |
| 10   | Dingxianghu - Zhangshabu       | 2020       | 27,2 km | 21       |

## Websites

overzichtskaart

- overzichtskaart

## Stations

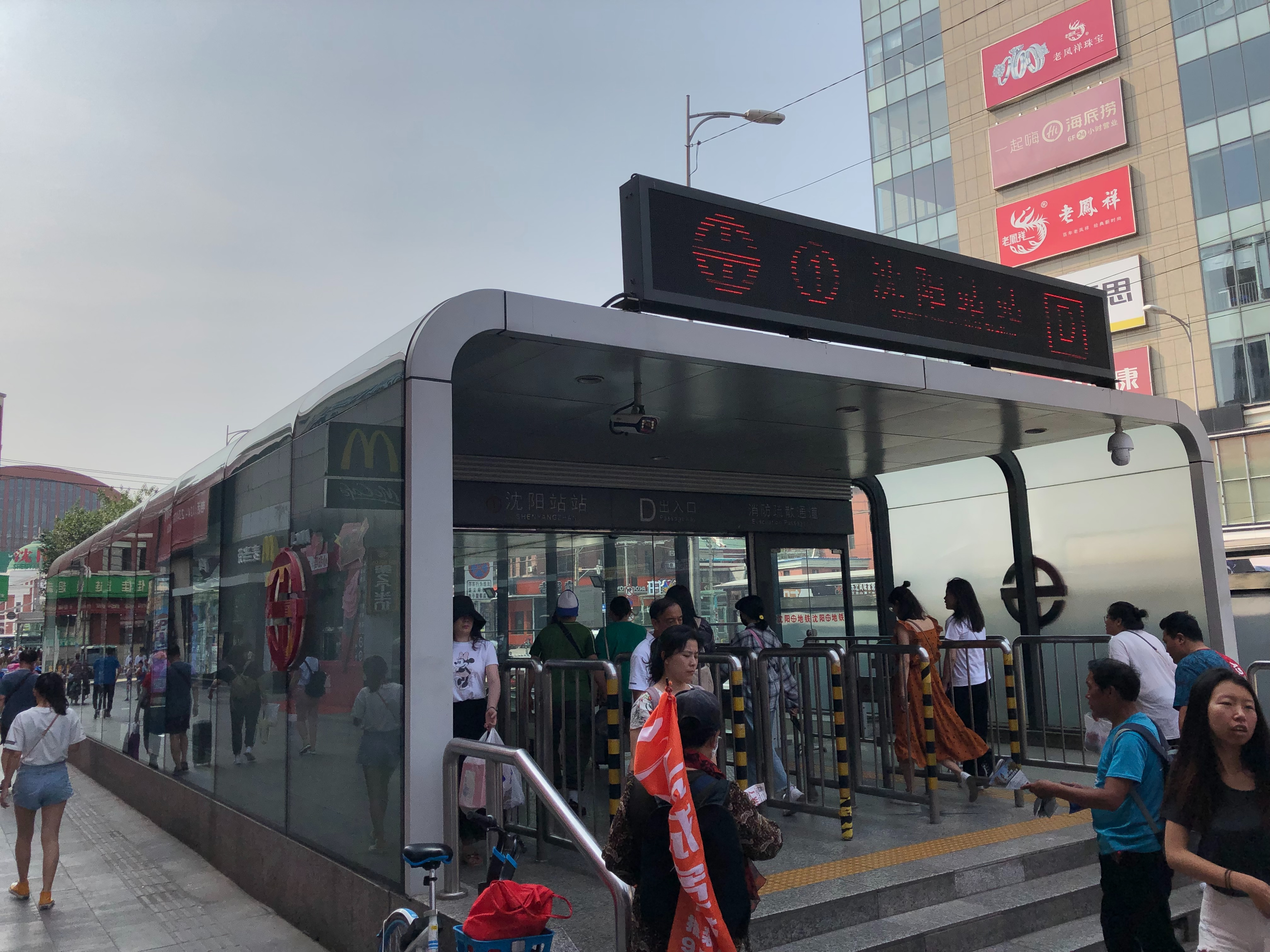
Shenyangzhan, lijn 1 bij het station
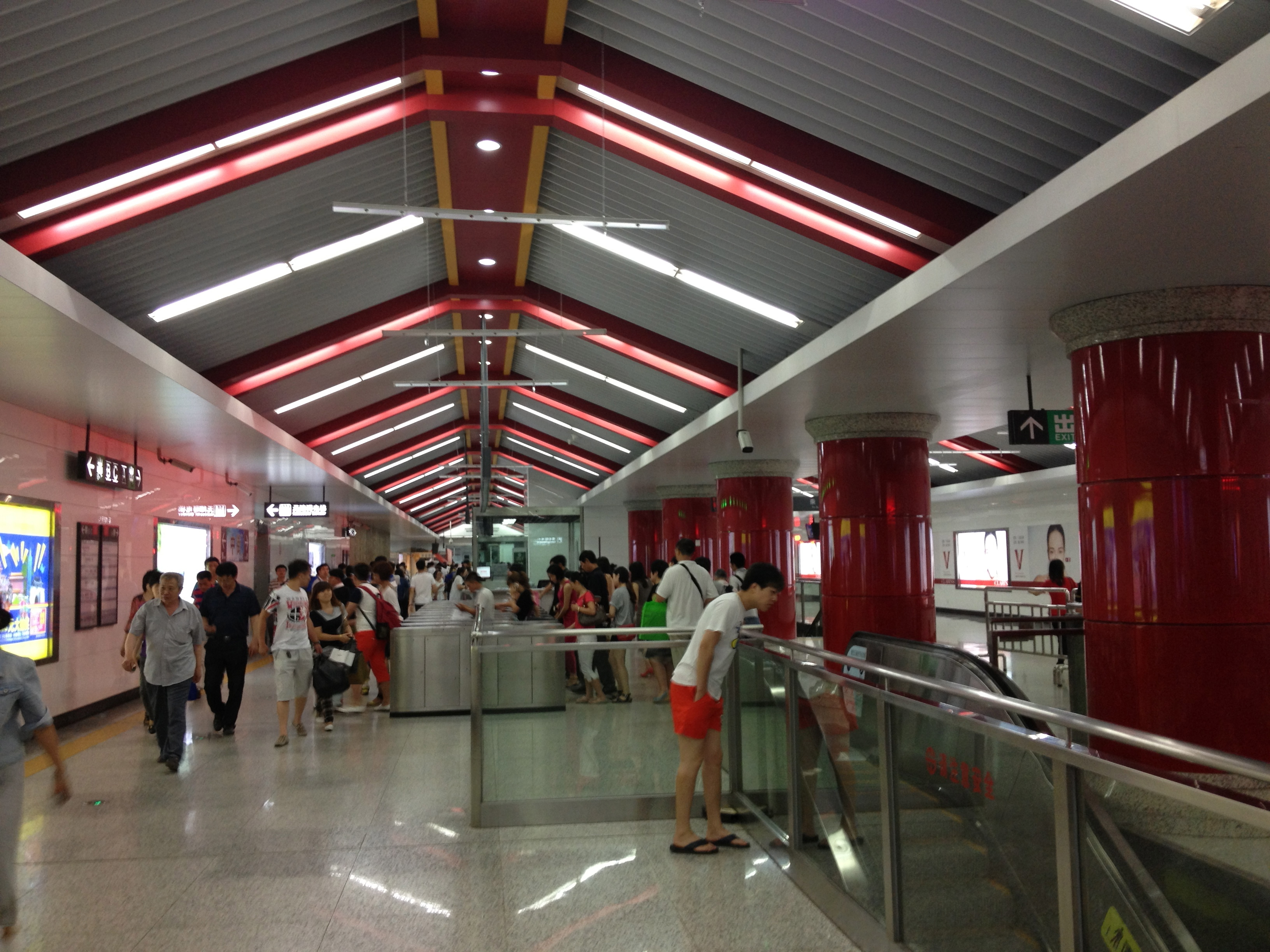
Zhongjie, lijn 1
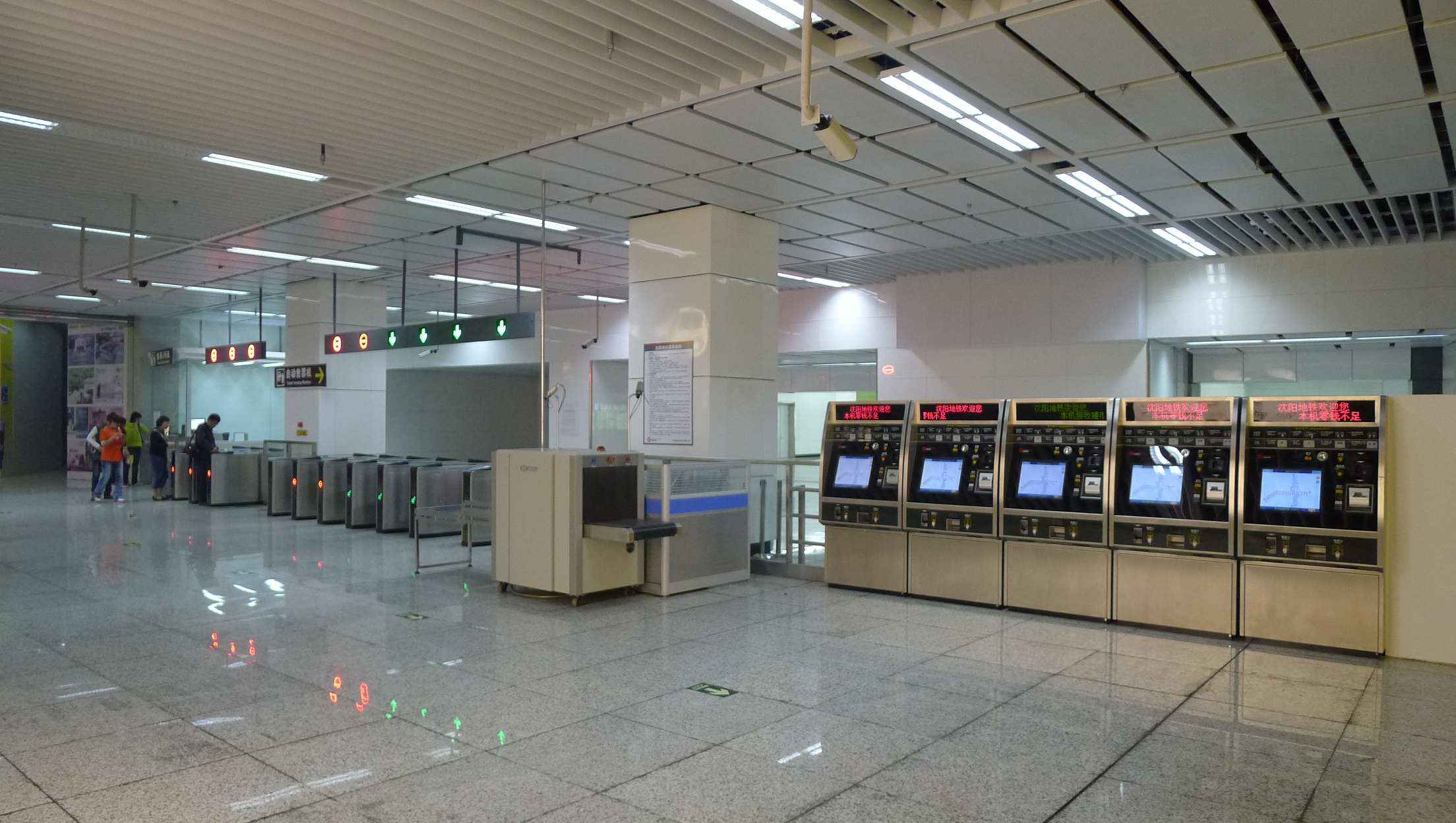
Pangjiangjie, lijnen 1 en 10

Changchun · 
Changsha · 
Changzhou · 
Chengdu · 
Chongqing · 
Dalian · 
Fuzhou · 
Guangzhou · 
Guiyang · 
Hangzhou · 
Harbin · 
Hefei · 
Hongkong · 
Jinan · 
Kunming · 
Lanzhou · 
Nanchang · 
Nanjing · 
Nanning · 
Ningbo · 
Peking · 
Qingdao · 
Shanghai · 
Shenyang · 
Shenzhen · 
Tianjin · 
Wuhan · 
Wuxi · 
Xi'an · 
Zhengzhou